# Ault
 Ault  es una población y comuna francesa, en la región de Picardía, departamento de Somme, en el distrito de Abbeville y cantón de Ault.

## Demografía
| 1996 | 2014 | 2192 | 2058 | 2054 | 2070 |
| Para los censos de 1962 a 1999 la población legal corresponde a la población sin duplicidades (Fuente: INSEE [Consultar]) |      |      |      |      |      |